# Arcidiecéze Vercelli
Arcidiecéze Vercelli (latinsky Archidioecesis Vercellensis) je římskokatolická arcidiecéze na území severní Itálie se sídlem v Vercelli. Jejím současným arcibiskupem je Marco Arnolfo.